# Краш Грув
«Краш Грув» (англ. Krush Groove) — американский музыкальный фильм режиссёра Майкла Шульца. В кинотеатрах США премьера фильма состоялась 25 октября 1985 года. В фильме снялись все популярные на тот момент рэп-исполнители: Run-D.M.C., The Fat Boys, Kurtis Blow, LL Cool J, Beastie Boys, New Edition, Dr. Jeckyll & Mr. Hyde и другие.
Фильм основан на ранних днях Def Jam Recordings и подающего надежды музыкального продюсера Расселла Симмонса, сыгранного в фильме Блэром Андервудом.
Оказавшись в кинотеатрах, Краш Грув взлетел как ракета, особенно учитывая, что он был показан в ограниченном количестве городов. Через неделю после выхода Краш Грув был фильмом номер один в списке «50 самых кассовых фильмов» американской газеты Variety, обогнав такие фильмы как «Коммандо» и «Назад в будущее».
На некоторых показах фильма зрители стали неуправляемыми, в результате чего на улицах вспыхнули драки. Газета New York Post вышла с заголовком на первой полосе: «Фильм зажигает новый подростковый бунт». В газете The New York Times заголовок гласил: «200 молодых людей участвовали в драке за пределами кинотеатра в Лонг-Айленде, показывающем рэп-фильм».

## Сюжет
В основе фильма лежит полу-автобиографический рассказ о Расселле Симмонсе, которого в фильме зовут Расселл Уолкер (эту роль исполнил молодой актёр Блэр Андервуд и это его дебют на экране). Krush Groove отражает реальную жизнь лейбла Def Jam в первые дни. В фильме, Расселл Уолкер подписывает всех самых жарких артистов на свой звукозаписывающий лейбл Krush Groove Records, в том числе Run-D.M.C., Dr. Jeckyll & Mr. Hyde (Andre Harrell и Alonzo Brown) и Kurtis Blow. Рик Рубин продюсирует их записи. Когда Run-D.M.C. записывают свой хит «King Of Rock» и Расселл Уолкер не имеет достаточно денег, чтобы продвинуть запись, он занимает деньги у уличного хастлера Джея Би. В то же время Расселл Уолкер и его брат Ран (Run из Run-D.M.C.) оба конкурируют за сердце R&B певицы Шейлы И.. Кроме того, в фильме появляются LL Cool J, Beastie Boys, New Edition, The Fat Boys. Участники R&B группы Full Force также засветились в эпизодах в фильме в качестве телохранителей Джея Би. А также здесь сыграл небольшую эпизодическую роль молодой ещё тогда Крис Рок, он находился в клубе во время драки Расселла и Рана, хотя в титрах он не указан.

## В ролях
Следующие актёры снялись в фильме в роли самих себя, кроме отмеченных:
- Blair Underwood (в роли Расселла Уокера)
- Дэниел Симмонс (в роли преподобного Уокера)
- Sheila E.
- Run-D.M.C. и Джем Мастер Джей
- The Fat Boys
- Кёртис Блоу
- New Edition
- Beastie Boys
- LL Cool J
- Расселл Симмонс (в роли Крокета)
- Рик Рубин
- Mr. Magic
- Nayobe
- Sal Abbatiello (в роли Сэла)
- Charles Stettler (в роли Терри Бейкера)
- Sweet G. (George Godfrey) (в роли ди-джея ночного клуба Fever)
- Dr. Jeckyll & Mr. Hyde (Andre Harrell и Alonzo Brown)
- Lisa Gay Hamilton (в роли Айшы)
- Richard Gant (в роли Джея Би)
- Брайан «B-Fine» и Пол Энтони Джордж из Full Force (в роли телохранителей Джея Би)

## Различия между фильмом и реальностью
- Фильм Krush Groove основан на ранних годах работы лейбла Def Jam Recordings и трудностях, с которыми столкнулись артисты Run-D.M.C. и Расселл Симмонс, чтобы стать успешными. Симмонс начинал свою карьеру, пытаясь запустить свою компанию Rush Management. Тем не менее, в фильме он показан как уже объединившийся с продюсером Риком Рубином, чтобы сформировать лейбл Def Jam, названный в фильме Krush Groove Records. На самом деле лейбл был основан Риком Рубином в 1984 году в его общежитии колледжа Нью-Йоркского университета.[4]
- Фильм начинается с Run-D.M.C., записывающих в студии трек «King Of Rock» под руководством Расселла Симмонс, Рика Рубина, и Кёртиса Блоу. Тем не менее, группа не всегда принимала участие в жизни Def Jam, как показано в фильме, а Рик Рубин не был продюсером «King Of Rock». Run и DMC должны были убедить обоих, и Расселла Симмонса и их оригинального продюсера и бас-гитариста Ларри Смита, чтобы дать им возможность записать демо. Ларри Смит был осведомлён о мастерстве Рана как писателя, и когда-то заплатил подростку 100 долларов за текст песни с намерением, чтобы Кёртис Блоу записал этот трек. Однажды вечером в домашней студии Ларри Смита в Куинсе, Run и DMC убедили Ларри Смита и Расселла Симмонса дать им шанс сделать демо. Расселл согласился; взяв с Рана тот самый 100-долларовый текст и обширные дополнительные линии, сочинённые плодовитым DMC, Расселл разложил этот трек строка за строкой между двумя вокалистами, которые расписали свои тексты песен под бит, записанный на плёнку. «It’s Like That» стал дебютным синглом группы, громко объявив о том, что началась новая эра. Ларри Смит был продюсером первых двух альбомов Run-D.M.C., несмотря на то, что их продакшн приписывают Рику Рубину, который в свою очередь спродюсировал 3-й альбом группы, Raising Hell. Тем не менее, в фильме роль Ларри Смита в качестве продюсера не показывается вообще.[5]
- LL Cool J играет очень маленькую роль в фильме в возрасте 17 лет. Талант LL Cool J обнаруживается в ходе его исполнения трека «I Can’t Live Without My Radio» на прослушивании перед Dr. Jekyll and Mr. Hyde, Джем Мастер Джеем, DMC и Риком Рубином в квартире Рика. На самом деле талант LL Cool J был обнаружен в квартире Рика Рубина, но не через прослушивание. При просмотре коробки с демо-записями, Ad-Rock, участник Beastie Boys, наткнулся на демо-запись LL.[6] При этом он спродюсировал бит и был соавтором трека «I Need A Beat» с LL и Рубином, который дал начало карьере обоих, что позволило лейблу Def Jam взлететь.[7] Песня «I Can’t Live Without My Radio» была сделана LL Cool J для фильма, как способ сняться в нём. Тем не менее, эта песня также была одним из хитов на его дебютном альбоме Radio.
- Beastie Boys, Dr. Jekyll & Mr. Hyde и Whodini являются артистами, которые были частью ростера Rush Management, но не играли главную роль в фильме, в то время как The Fat Boys, Sheila E. и New Edition не были частью Rush Management, но внесли большой вклад в новую сцену.
- The Fat Boys были первой группой, которая продемонстрировала живой битбокс во время рифмования.[8] В фильме группа изначально называет себя как Disco Three. Всё изменилось в сцене в итальянском буфете, где три подростка вывели фразу «All You Can Eat» (с англ. — «Ешь всё, что сможешь съесть») на следующий уровень, поедая всё. Когда группа поняла, что они были на самом деле толстыми, они решили взять себе имя The Fat Boys. На самом деле, название The Fat Boys было предложено менеджером группы, когда он получил счёт в отеле в размере 350 долларов за дополнительный завтрак по заказу группы на их европейском туре.[9] Как изображается в фильме, талант группы был обнаружен через Coca-Cola и Tin Pan Apple хип-хоп-конкурс в Radio City Music Hall, где трио выиграло главный приз - контракт со звукозаписывающей компанией - но они пришли на конкурс, чтобы выиграть второй приз - стерео оборудование.[8] Группа исполнила свои песни «Don’t You Dog Me», «All You Can Eat», «Fat Boys» и «Pump It Up»
- На протяжении всего фильма Шейла И. и Расселл вовлечены в романтические отношения, которые обескураживают Рана, который всегда был заинтересован в ней. На самом деле Рану не нравится концепция предательства своего брата, и роман с Шейлой был придуман.[10] Sheila E. была взята в фильм просто потому, что они хотели создать любовный интерес в фильме, как и в большинстве фильмов, и, к тому же, она записывалась на студии компании Warner Bros. Records, которая являлась дочерней компанией дистрибьютора фильма.[10] В фильме Шейла играет саму себя, ударника и перкуссиониста, в котором она исполняет свои песни «Holly Rock» и «A Love Bizarre». Кроме того, все деньги, проблемы, с которыми Расселл Симмонс сталкиваются в финансировании лейбла путём заимствования у ростовщиков и друзей также ложные.[10]
- Фильм был сделан не так, как желали артисты, сыгравшие в нём, но сделан со всем талантом того времени, и при участии большинства артистов Def Jam и семьи Rush Management. Цель фильма, по словам Расселла Симмонса, состояла в том, чтобы продемонстрировать множество молодых талантов, выходящих из чёрной музыкальной сцены Нью-Йорка и изобразить их развитие.[11]

## Производство
Весь фильм был снят за 26 дней в апреле 1985 года в Бронксе и в Бруклине, на студии Silvercup Studios (Лонг-Айленд-Сити, Куинс), на Таймс-сквер и в самом Нью-Йорке. Практически весь фильм был снят в двух клубах Нью-Йорка: Danceteria и Disco Fever.
Среди мест, где был снят фильм, был знаменитый Disco Fever, популярный клуб на начальных стадиях хип-хопа, который к моменту появления фильма переживал не лучшие времена. Владелец Disco Fever, Сэл Аббатиелло, ожидал, что фильм не только привлечёт внимание к растущему хип-хоп-движению, но и «вновь привлечёт внимание к клубу», и поэтому согласился снимать сцены там. К сожалению, внимание, окружающее съёмку, привлекло внимание местных властей, которые закрыли клуб навсегда в последний день съёмок из-за отсутствия всех необходимых лицензий и разрешений. Была также сцена, снятая в Шепард Холле в историческом Городском колледже Нью-Йорка.
Во время интервью, посвящённого 25-летию фильма, Расселл Симмонс рассказал о наследии фильма Krush Groove и его месте в истории хип-хоп-культуры. Фильм, по словам Симмонса, до сих пор узнаваем не только благодаря тому, что он собрал столько звёзд Def Jam в то время, но и благодаря тому, что он также представил новые таланты, такие как LL Cool J. Cool J был таким настойчивым во время съёмок, показывая места съёмки и исполняя фристайлы, что продюсеры в конечном итоге поставили его в окончательный вариант. Этот процесс прослушивания стал главным моментом производства.

## DVD издание фильма
Фильм был выпущен на DVD в 2003 году. Среди специальных дополнений, включённых в DVD, есть комментарии от Блэра Андервуда, Майкла Шульца и Бретта Джонсона, главного редактора журнала The Source, также есть театральный трейлер фильма и видеоклип на песню Krush Groove All-Stars «Krush Groovin’».

## Интересные факты
- Роль Расселла Симмонса сыграл 21-летний Блэр Андервуд, он не совсем идеально подошёл для реальной жизни Расселла. Расселл изначально хотел утвердить на главную роль Fab 5 Freddy, но продюсеры не согласились.
- Актёры потратили много времени на перевод сценария в сленг.
- Фильм собрал в первый уик-энд 3 млн долларов, возместив тем самым весь бюджет фильма. Это был фильм под номером один в прокате в первый уик-энд.
- Саундтрек пользовался ещё большим успехом, несмотря на то, что на нём не было ни одной новой песни из творчества Run-D.M.C..
- Основная тема из фильма, которая звучит в начале и в конце фильма, Autumn - «Kold Krush». Первоначально трек назывался «Power Of Love», но название было изменено, когда он был принят для фильма. Этот трек не попал на саундтрек, выпущенный на виниле, из-за ограничения по времени винила.
- Песню «Holly Rock» написал Prince не смотря на то, что её авторство приписывают Sheila E.. «Hollyrock» (с англ. — «Холлирок») - это имя, которым называли Голливуд в мультсериале Флинтстоуны, который, возможно, вдохновил Prince на написание этого трека.
- Саундтрек изначально был выпущен в США только на виниловых пластинках и аудиокассетах на лейбле Warner Bros. Records 24 октября 1985 года. А на CD релиз был выпущен только в Японии в том же 1985 году. Много лет спустя другой малоизвестный лейбл Perseverance Records решил выпустить этот саундтрек на компакт-дисках, дополнив его двумя бонус-треками. Релиз увидел свет 12 августа 2014 года.

## Приём критиков
У фильма был смешанный приём.
Американская газета The New York Times написала: «К сожалению, скудный сценарий Ральфа Фаркуара настаивает на том, чтобы впутать во что-нибудь исполнителей в самых обычных сюжетах, которые только можно вообразить. Конкурсы талантов, слабые попытки романтики и трудности борющейся молодой звукозаписывающей компании — всё это, хотя и кратко, заручается поддержкой действий за сценой персонажей, которые лучше всего смотрятся в исполнении песен. Рэп бесконечно более оригинален, чем эти скрипучие устройства, и заслуживает чего-то лучшего.»
Американская газета Chicago Tribune подытожила: «Постоянная проблема с музыкально-ориентированными фильмами состоит в том, что волнение живого выступления так редко успешно преобразуется на экране, и рэп не является исключением. В Краш Грув задействовано много громких имён, но одна музыка не способна тащить за собой фильм, а сюжет, конечно, не может.»
Канадская ежедневная газета The Globe and Mail написала свой отзыв на фильм: «За исключением участников группы The Fat Boys, у которых есть несколько ловких комических сцен, ни от кого не требуют играть роль или кажется способным на это. Но то, что представляет собой Краш Грув — лишённый перспектив фильм, направленный на чернокожую подростковую аудиторию, — в этом есть свои плюсы.» [26 ноября 1985 года].
Лондонская газета Time Out оставила хороший отзыв: «Казалось бы фильм, основанный на рэпе, на хип (не говоря уже о хоп) звучании середины 80-х и с участием некоторых из его самых горячих главных действующих лиц, наверняка вдохновит оригинальную сюжетную линию. Но этот фильм относится к категории «А» «Остановите меня, если вы услышали это до сюжета». Молодые люди образовали лейбл, оказались в проблеме, нужны деньги, чтобы напечатать ещё больше записей. Добавьте в сюжет ростовщика, большую сделку с звукозаписывающей компанией, роман с Шейлой И., шоу-бизнес. В сюжете участвуют «Три комика», так называемые The Fat Boys, пытающиеся добиться успеха в гламурной поп-музыке, несмотря на заметное отсутствие физических соблазнов. Очевидно, что эти действия — всего лишь уловка, чтобы разбавить исполненные песен (Kurtis Blow и Sheila E. — являются здесь лучшими исполнителями). Придерживайтесь саундтрека.»
Американский еженедельник TV Guide закончил отзыв следующими словами: «Демонстрируется не так много актёрского мастерства, диалог упрощён, история поверхностна, а направление безлико, но истинным фанатам всё равно. Другие были предупреждены.»
Американский еженедельник The Washington Post оставил свой отзыв: «Краш Грув — это своего рода „Пурпурный дождик“, отчасти из-за сюжета, который разбросан; в основном из-за музыки, которая вовсе не музыка, а рэп, эта усталая причуда  изношенных рок-критиков.»
Фильм был показан в 500-х кинотеатрах. Когда фильм вышел в прокат, на некоторых показах вспыхнули драки. Один из таких инцидентов произошёл в округе Нассо, недалеко от границы с Куинсом. Полиция сообщает, что в боевых действиях могли участвовать до 225 подростков.

## Отсылки к фильму
Фильм упоминается в фильме Догма (1999) как предмет спора между двумя падшими ангелами, Бартлби и Локи, о том, является ли он большим фильмом, чем Инопланетянин (1982).

## Саундтрек
Music from the Original Motion Picture Krush Groove (также называемый просто Krush Groove Soundtrack) —  
саундтрек из различных артистов, выпущенный 24 октября 1985 года на лейбле Warner Bros.. Альбом достиг 79 места в чарте Pop chart и 14 места в чарте R&B chart.

## Список композиций
| №   | Название                                        | Артист                                                                | Длительность |
| --- | ----------------------------------------------- | --------------------------------------------------------------------- | ------------ |
| 1.  | «(Krush Groove) Can't Stop The Street»          | Chaka Khan                                                            | (5:10)       |
| 2.  | «I Can't Live Without My Radio (short version)» | LL Cool J                                                             | (4:25)       |
| 3.  | «If I Ruled the World"»                         | Kurtis Blow                                                           | (6:19)       |
| 4.  | «All You Can Eat»                               | The Fat Boys                                                          | (3:27)       |
| 5.  | «Feel the Spin»                                 | Debbie Harry                                                          | (4:01)       |
| 6.  | «Holly Rock»                                    | Sheila E.                                                             | (4:57)       |
| 7.  | «She’s on It»                                   | Beastie Boys                                                          | (3:32)       |
| 8.  | «Love Triangle»                                 | Gap Band                                                              | (4:47)       |
| 9.  | «Tender Love»                                   | Force MD’s                                                            | (3:55)       |
| 10. | «Krush Groovin’»                                | Krush Groove All-Stars (Run-D.M.C., Sheila E., Kurtis Blow, Fat Boys) | (5:05)       |

| №   | Название                                                | Артист       | Длительность |
| --- | ------------------------------------------------------- | ------------ | ------------ |
| 11. | «Feel the Spin (Extended Remix)»                        | Debbie Harry | (6:50)       |
| 12. | «(Krush Groove) Can’t Stop The Street (Extended Remix)» | Chaka Khan   | (6:01)       |

Другие песни, которые появились в фильме, но не попали на саундтрек альбома:
- Autumn - «Kold Krush»
- Run-D.M.C. - «King of Rock», «It’s Like That», «Can You Rock it Like This», «You’re Blind»
- Fat Boys - «Don’t You Dog Me», «Fat Boys», «Pump it Up (Let’s Get Funky)»
- Sheila E. - «A Love Bizarre»
- UTFO - «Pick up the Pace» (released as the b-side of «All You Can Eat»)
- Nayobe - «Please Don’t Go»
- New Edition - «My Secret»
- Chad Elliot - «I Want You to Be My Girl»